# Hreakuvate, Sînelnîkove
Hreakuvate (în ucraineană Грякувате) este un sat în comuna Varvarivka din raionul Sînelnîkove, regiunea Dnipropetrovsk, Ucraina.

## Demografie
Componența lingvistică a localității Hreakuvate
     Ucraineană (86,36%)
     Rusă (13,64%)
Conform recensământului din 2001, majoritatea populației localității Hreakuvate era vorbitoare de ucraineană (86,36%), existând în minoritate și vorbitori de rusă (13,64%).